# Rudolf Klingsbögl

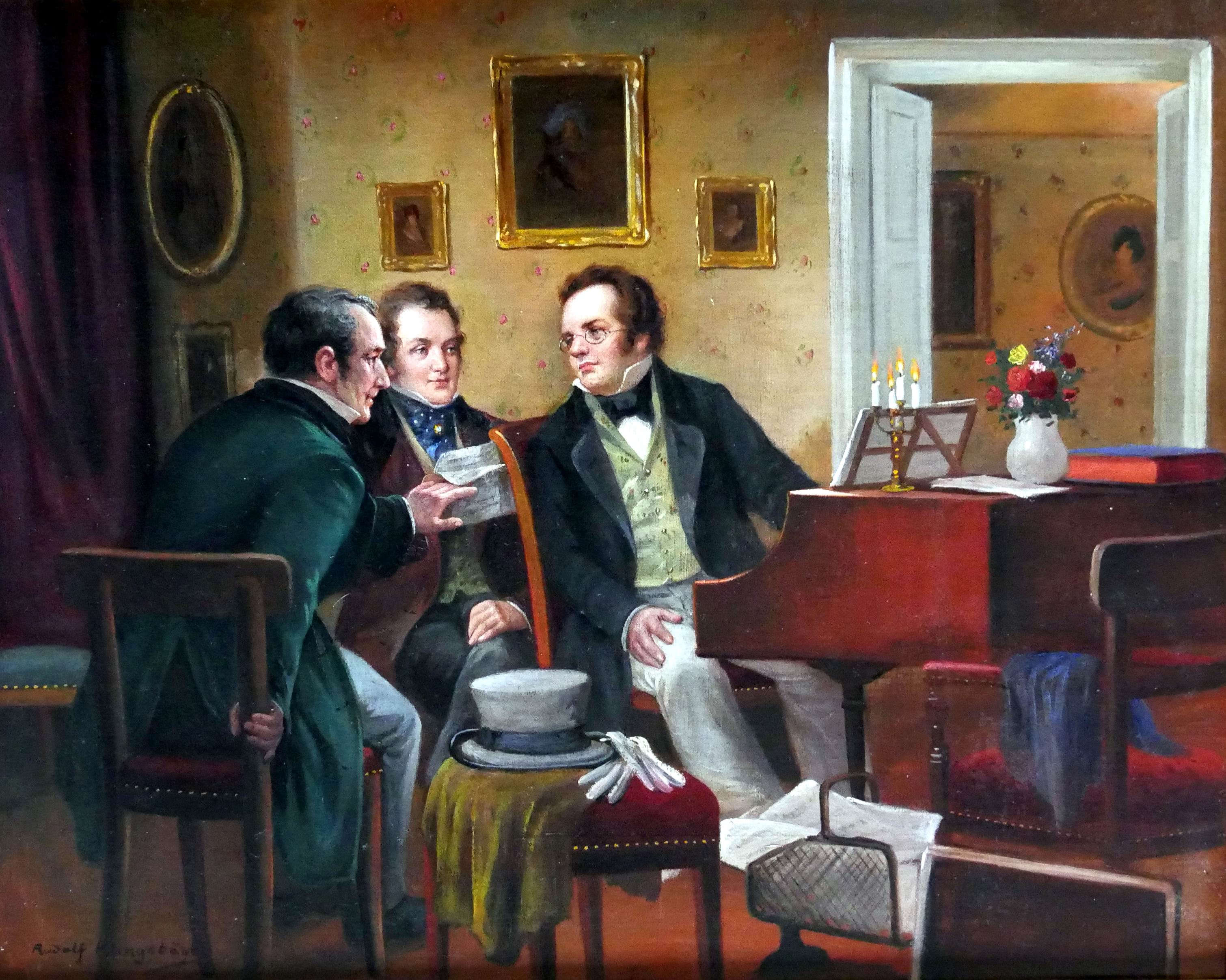
Herrenrunde im Biedermeierzimmer am Spinett, dargestellt sind Franz Schubert (rechts), Johann Baptist Mayrhofer (links) und Johann Michael Vogl (Mitte)

Rudolf Klingsbögl (geb. 27. Februar 1881 in Wien; gest. 1943 in Wiener Neustadt) war ein österreichischer Genre- und Porträtmaler.

## Leben
Klingsbögl unternahm Studienreisen nach München und Paris. In Wien gründete er eine vielbesuchte Malschule. Er verwendete teilweise das Pseudonym Robert Klingsberg. Weitere Angaben zu seiner Biografie ließen sich bislang auch in Künstlerdatenbanken, Auktionskatalogen etc. nicht finden. Klingsbögls genaues Sterbedatum ist unbekannt. Es könnte sein, dass er bei den schweren Luftangriffen auf Wiener Neustadt zwischen August und November 1943 ums Leben kam. Der Maler Hermann Klingsbögl (1894 Wien-1943 Schwarzach) war vermutlich ein enger Verwandter, z. B. ein Bruder oder ein Vetter.

## Künstlerisches Werk
Klingsbögl malte häufig die heile Welt des Biedermeier und hatte scheinbar größeres Interesse an Musik. Er malte mehrfach Franz Schubert mit seinen Freunden Johann Mayrhofer und Johann Michael Vogl sowie weiteren Personen aus Schuberts Umfeld, die er als Herrenrunden in stimmungsvollen Interieurs darstellte. Da Schubert und seine Freunde schon lange tot waren, als Klingsbögl sie malte, verwendete er offensichtlich Porträts, die Maler wie Wilhelm August Rieder, Leopold Kupelwieser und Moritz von Schwind zu Lebzeiten von Schubert und seinen Freunden geschaffen hatten. Ob Klingsbögl auch Informationen zum Anlass der Treffen oder der Örtlichkeiten hatte, oder ob seine Bildkompositionen der eigenen künstlerischen Phantasie entsprangen, ist nicht bekannt. Klingsbögl schuf auch Porträts von Schubert und Brahms, die in den 1920er Jahren als Künstlerpostkarten bei W.J. Knoch in Wien erschienen. Neben den „musikalischen Themen“ malte Klingsbögl Wirtshaus-Keller- und Werkstätten, auch Porträts von Menschen und Tieren. Er war ein klassischer Genremaler, dessen stimmungsvolle Werke meist kleinformatig sind und durch ihren naturalistischen Malstil, ausgefeilten Bildaufbau und nuancenreiche Farbgebung bestechen. Klingsbögl hinterließ ein umfangreiches Œuvre, das jedoch bis heute nicht systematisch erfasst ist. Die Titel seiner Bilder vermitteln ein wenig die von ihm gerne dargestellte „gute alte Zeit“.

## Werke (Auswahl)
- Herrenrunde im Biedermeierzimmer am Spinett, Öl auf Leinwand, 54 × 68 cm
- Franz Schubert am Piano, Öl auf Leinwand, 74 × 100 cm
- Franz Schubert mit seinem Hund auf einer Bank unter Bäumen, Öl auf Leinwand, 170 × 140 cm
- Die neuesten Nachrichten, Öl auf Leinwand, 55 × 69 cm
- Drei Männer im Wirtshaus, Öl auf Leinwand, 50 × 72 cm
- Biedermeierzimmer, Öl auf Leinwand, 13 × 16 cm
- Gedeckter Kaffeetisch, Öl auf Leinwand, 40 × 32 cm
- Interieur einer biedermeierlichen Stube mit Fensterdurchblick, Öl auf Leinwand, 42 × 53 cm
- Stilleben mit Lampe und Blumenvasen auf einer Biedermeierkommode, Öl auf Leinwand 10 × 15 cm
- Drei Kardinäle am Tisch, Öl auf Leinwand, 56 × 69 cm
- Die Lektüre, Öl auf Leinwand, 74 × 100 cm
- Lesen der Zeitung und Flicken der Netze, Pendants, Öl auf Leinwand, 32 × 40 cm
- Der Brief, Öl auf Leinwand, 27 × 20 cm
- Der Weinfreund, Öl auf Leinwand, 27 × 20 cm
- Bauer mit Pfeife, Öl auf Leinwand, 40 × 30 cm
- Stilleben mit Portaluhr auf Kommode, Öl auf Karton, 15 × 15 cm
- Porträt eines alten lesenden Mannes, Öl auf Leinwand, 31 × 23 cm
- Franz Schubert, Künstlerpostkarte
- Johannes Brahms, Künstlerpostkarte